# Tilted Mountain
Tilted Mountain är ett berg i Kanada.   Det ligger i provinsen Alberta, i den centrala delen av landet, 3 000 km väster om huvudstaden Ottawa. Toppen på Tilted Mountain är 2 380 meter över havet.
Terrängen runt Tilted Mountain är kuperad västerut, men österut är den bergig. Trakten runt Tilted Mountain är nära nog obefolkad, med mindre än två invånare per kvadratkilometer.. Närmaste större samhälle är Lake Louise, 13,8 km sydväst om Tilted Mountain. 
Trakten runt Tilted Mountain består i huvudsak av gräsmarker.